# Stactobia teldi
Stactobia teldi är en nattsländeart som beskrevs av Schmid 1983. Stactobia teldi ingår i släktet Stactobia och familjen smånattsländor. Inga underarter finns listade i Catalogue of Life.